# Terminalia scutifera
Terminalia scutifera là một loài thực vật có hoa trong họ Trâm bầu. Loài này được Planch. ex M.A.Lawson miêu tả khoa học đầu tiên năm 1871.